# Curt Lindhè
Nils Curt Christian Lindhè, född 23 april 1908 i Kärda församling, Jönköpings län, död 14 mars 1995 i Törnevalla församling, Linköping, var en svensk författare, journalist och sportfiskare.
Lindhè är mest känd för sina omkring 30 böcker om sportfiske. Medan den samtida författaren och sportfiskaren Nils Färnström i första hand ägnade sig pedagogiskt åt flugfisket, var Lindhè det breda sportfiskets pedagog. Han debuterade 1941 och skrev flera böcker om gäddan och abborren samt kåserier och historier om olika slags fiske. Lindhè medverkade också flitigt i tidningen Sportfiskaren från starten och har medarbetat i olika sportfisketidskrifter och dagspress som expert.
Han bodde under sitt vuxna liv i Linköping där han tog studenten och arbetade på Östgöta Correspondenten. År 1941 skrev han sin första bok om sportfiske, Hur man lurar gäddan. Han skrev framförallt om sportfiske men även om fiskarnas liv i sig, då han även studerade fiskarnas beteende i akvarium, något han bland annat beskriver i boken Mina tama insjöfiskar från 1970.
Utöver författarskapet var han också involverad i styrelserna i Amatörfiskarnas Riksförbund och Sveriges Allmänna Fiskevårdsförbund på 1960-talet samt skrev även regelbundet i bland annat Dagens Nyheters fiskeruta.